# 관제탑 (영화)
《관제탑》(일본어: 管制塔), 또는 《컨트롤 타워》(Control Tower)는 2011년 일본의 드라마 로맨스 청춘 영화이다. 주요 출연진은 야마자키 켄토, 하시모토 아이 등이다. 감독은 미키 다카히로, 제작은 후쿠다 토시미, 카지와라 토미지, 각본은 모치지 유키코가 담당했다. 제작사는 로봇, 배급사는 SME 레코드이다. 갈릴레오 갈릴레이의 노래 〈관제탑〉의 가사를 모티브로 영화한 작품으로, 영화의 줄거리는 자신이 있어야 할 곳을 찾지 못하고 외롭게 살던 중학생 가케루가 비슷한 처지의 여학생 미즈호를 만나며 음악을 통해 마음을 열어가는 이야기이다.
2011년 4월 9일 일본 전역에서 개봉했다.

## 줄거리
일본의 최북단, 홋카이도 왓카나이시에서 태어나고 자란 열다섯 살 중학생 가케루(야마자키 켄토)는 어디에도 자신이 있어야 할 곳을 찾지 못하고 있었다. 그런 일상이 매일 반복되던 어느 날, 학교 같은 반에 미즈호(하시모토 아이)가 전학을 오게 된다. 미즈호는 친해지려고 다가가는 같은 반 여자 아이들과 이야기 하지 않는다. 미즈호 역시 빚더미가 앉은 집안 사정으로 전학을 반복하고 있어 자신이 머물 곳을 찾지 못하고 있었다. 미즈호는 가케루에게 말을 걸며 자신을 애니메이션 무민에 나오는 캐릭터 '미'로 불러달라고 하면서, 가케루를 보고는 캐릭터 '수누수무 무리쿠' 같다고 말하며 그 캐릭터가 그려진 하나마루(동그라미 표시)를 주고, 이후 서로 혼자의 비슷한 처지의 둘은 친해지고, 가케루의 일상도 조금씩 달라져 간다.
어느 날 가케루는 자기 집 창고에서 아버지가 사주셨던 낡은 기타를 우연히 발견하고, 이를 계기로 둘은 밴드를 결성한다. 매일같이 학교가 끝나면 둘은 가케루의 집에 모여서 밴드 연습을 한다. 기타를 배운 적 없는 가케루는 인터넷 동영상을 보며 독학으로 연습하고, 미즈호는 가케루 아버지의 지인에게서 자기 가게에서 밴드 라이브를 한다는 조건으로 키보드를 빌려 연습을 한다. 그러던 어느 날, 미즈호의 제안으로 둘은 자작곡으로 경쟁하는 SCHOOL OF LOCK! 오디션을 보기로 하고, 노래 작사 및 작곡은 가케루가 맡기로 한다.
어느 날 교실에서, 미즈호는 창 밖을 바라보다가 가케루에게 관제탑에 데려가 달라고 말하고, 둘은 버스를 타고서 관제탑에 다다른다. '여행자의 미래를 지켜봐주는' 관제탑 앞에서 미즈호는 계속 도망가야 하는 처지를 말하며 한숨 짓고, 가케루는 그런 미즈호에게 '관제탑에 표시를 해두면 언젠가 다시 이 곳으로 돌아올 수 있을 것'이라고 말한다. 가케루는 버스에서 내리는 미즈호를 배웅하며 다음 날 다시 미즈호를 볼 수 있기를 빈다.
이후 계속해서 미즈호와 가케루는 매일같이 학교가 끝나면 집에서 연습을 하고, 쌓은 실력으로 가케루 아버지 지인의 가게에서 라이브 공연도 펼친다. 계속해서 이런 날이 이어지던 눈이 오는 어느 날 밤, 미즈호는 집에 가고 가케루는 이런 미즈호를 배웅하려고 같이 걸어간다. 걸어가던 중 미즈호의 집 앞에서 미즈호의 아버지가 조금만 더 있게 해달라고 하는데도 주인에게 집에서 쫓겨나는 광경을 목격한다. 미즈호는 밀쳐져서 땅바닥에 쓰러져 있는 아버지를 일으키고 가던 방향으로 걸어간다. 그리고 다음 날, 미즈호는 학교와 연습에 모습을 비추지 않고, 그 후로도 더 이상 모습을 보이지 않는다.
미즈호가 오기 전에 계속 혼자였던 가케루는 미즈호가 떠난 후 어쩔 줄을 몰라 한다. 그러던 어느 날 학교에 안 나온 미즈호에게 수업 프린트 물을 전달해 주기 위해 다른 데로 옮긴 미즈호의 집을 찾아간다. 미즈호를 만나 완성한 곡을 미즈호에게 보여주며 연주해달라고 부탁하지만, 미즈호는 '이런 것을 해도 안된다'고 하며 가케루에게 화를 내면서 울먹인다. 밴드에 혼자 남겨진 가케루는 어느 날 아버지 지인의 가게를 찾아가 혼자서 기타를 치며 노래하면서 울먹인다. 미즈호를 위해 할 수 있는 것이 없던 가케루는 관제탑에 홀로 가서 미즈호가 자신에게 주었던 표시의 증표로 하나마루를 눈 속에 묻고, 오디션에 참가해 노래를 부른다. 가케루가 부르는 노래가 들리며 도시 길거리의 걸어가는 사람들의 모습이 화면에 나타나고, 그 가운데 걸음을 멈춘 채 서서 귀에 이어폰을 낀 채 뒤를 살짝 돌아보는 미즈호가 살며시 웃음을 짓는 장면으로 영화가 끝난다.

## 배역
- 야마자키 켄토 - 후지타 가케루 역, 열다섯 살 중학생으로 자신이 어디 있어야 할지 찾지 못하다가, 미즈호를 만나며 이러한 모습이 달라져 간다.
- 하시모토 아이 - 다키모토 미즈호 역, 집안 사정으로 여러 곳으로 학교를 옮겨다니다가, 가케루를 만나 친해진다.
- 마쓰다 미유키 - 후지타 쿄코 역, 가케루의 어머니.
- 리쥬 고 - 후지타 쓰토무 역, 가케루의 아버지.